# Jacqueline Bonnamour

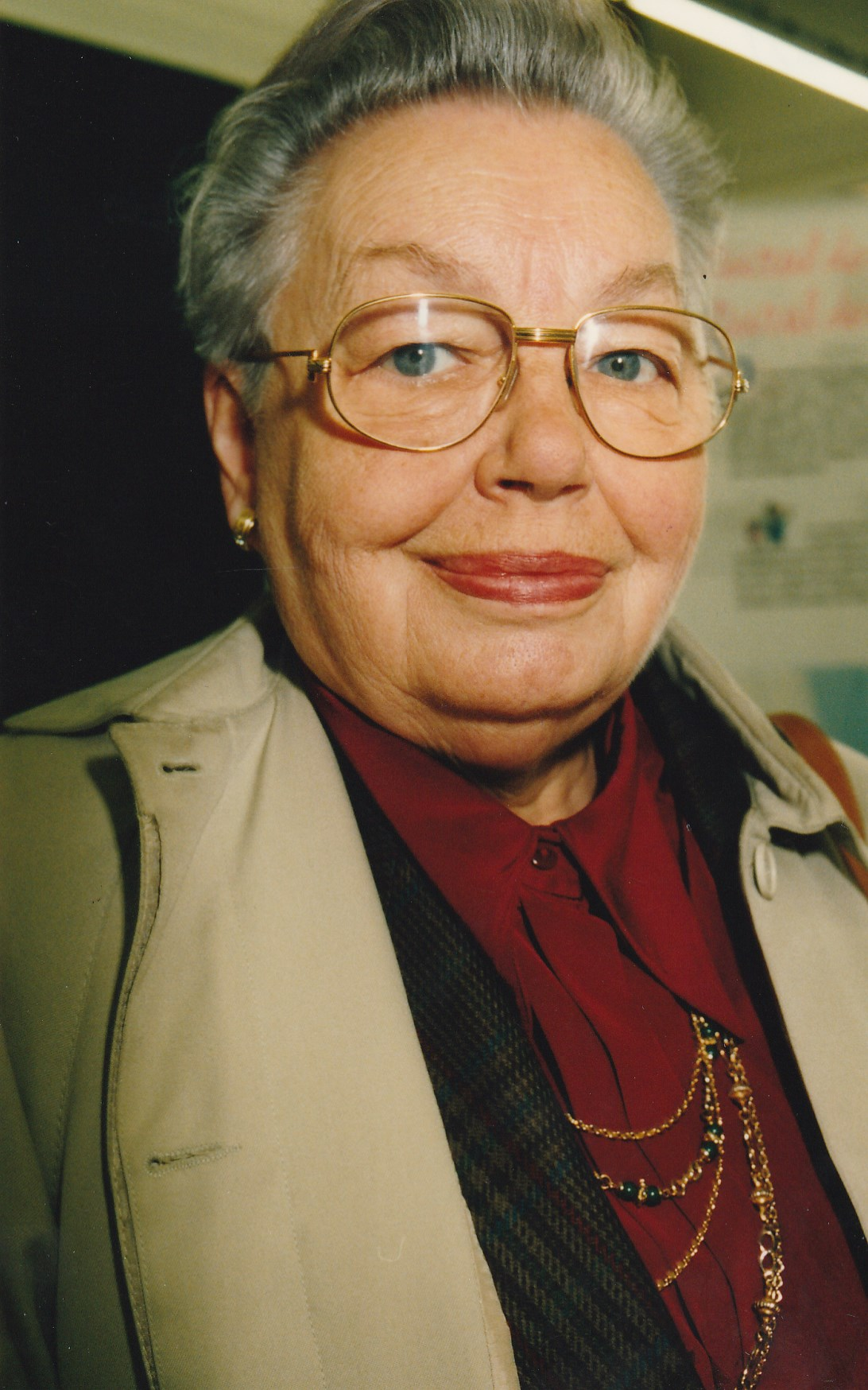
Jacqueline Bonnamour

Jacqueline Henriette Clémence Bonnamour (Geburtsname: Jacqueline Henriette Clémence Garreau; * 24. März 1924 im 15. Arrondissement („Arrondissement de Vaugirard“), Paris; † 25. Januar 2020 in Pouilly-en-Auxois, Département Côte-d’Or) war eine französische Geographin und Hochschullehrerin.

## Leben
Jacqueline Henriette Clémence Bonnamour absolvierte ein Studium an der École normale supérieure de Fontenay-aux-Roses sowie der Universität von Paris. Nach Abschluss des Studiums 1949 unterrichtete sie als Geographielehrerin am Lycée Jules-Ferry in Paris und verfasste 1965 ihre Abschlussarbeit Diplôme national de doctorat mit dem Titel „Le Morvan, la terre et les hommes. Essai de géographie agricole“ (Der Morvan, das Land und die Menschen: Ein Essay zur Agrargeographie) sowie 1966 ihre Promotion zum Docteur ès lettres mit der Dissertation „Structures familiales et système de culture“ (Familienstrukturen und Kultursystem) bei Jacqueline Beaujeu-Garnier. Sie übernahm im Anschluss ein Professur für Geographie an der 1966 gegründeten Universität Rouen und danach an der Université Paris 1 Panthéon-Sorbonne, an der sie als Nachfolgerin von Aimé Perpillou den Lehrstuhl für Ländliche Geographie am dortigen Institut für Geographie übernahm.
Als Nachfolgerin von Jean-Marie d’Hoop wurde sie 1972 Präsident des Verbandes der Geschichts- und Geographielehrer APHG (Association des professeurs d’histoire et de géographie de l’enseignement public) und behielt diese Funktion bis zu ihrer Ablösung durch Jeannine Geoffroy 1974. Als Nachfolgerin von Marguerite Cordier übernahm sie 1974 den Posten der Direktorin der École normale supérieure de Fontenay-aux-Roses und bekleidete diesen bis zur Auflösung der Schule 1985. Am 25. Februar 1976 wurde sie zunächst korrespondierendes Mitglied der Akademie für Landwirtschaft (Académie d’agriculture de France), deren Vollmitglied sie am 29. November 1995 wurde. Sie war zuletzt zwischen 1985 und ihrer Ablösung durch Michel Coquery 1990 Direktorin der neu gegründeten École Normale Supérieure de Saint-Cloud. Für ihre langjährigen Verdienste wurde sie Ritter der Ehrenlegion, Offizier des Ordre national du Mérite, Kommandeur des Ordre des Palmes Académiques sowie Offizier des Ordre du Mérite agricole.

## Veröffentlichungen
- Le Morvan, la terre et les hommes, essai de géographie agricole, PUF, Paris 1965
- Étude géographique des exploitations agricoles. Réflexion et propositions méthodologiques, Laboratoire associé de géographie humaine de l’Institut de géographie, Université Paris I / ENS de Fontenay-aux-Roses, Paris 1972
- Géographie rurale. Méthodes et perspectives, Masson, Paris 1973
- Géographie rurale. Position et méthode, Masson, 1993, ISBN 978-2-225-36950-6
- Quelles recherches aujourd’hui pour les campagnes de demain? aménagement rural et recherche géographique, Mitautorin Béatrice Vélard, Fontenay-aux-Roses, ENS, 1996
- Du bonheur d'être géographe, ENS Éditions, Fontenay-aux-Roses 2000, ISBN 2-902126-75-1

## Hintergrundliteratur
- Violette Rey: Géographies et campagnes. Mélanges Jacqueline Bonnamour, ENS Fontenay/Saint-Cloud, Fontenay-aux-Roses 1992
- Cynthia Ghorra-Gobin, Géraldine Djament, Jean-Louis Tissier: Du bonheur d’être géographe Jacqueline Bonnamour. Une carrière de géographe au cœur des mutations de la seconde moitié du XXe siècle, in: L’Information géographique, Jahrgang 73, Nr. 1, 2009, S. 9–16
- Marie-Claire Robic: Bonnamour Jacqueline (1924–2020), in: Béatrice Didier, Antoinette Fouque, Mireille Calle-Gruber (Herausgeberinnen): Le Dictionnaire universel des créatrices, Éditions Des Femmes, 2013.